# روبن سكوت
روبن سكوت (بالإنجليزية: Robin Scott)‏ هو سياسي أسترالي، ولد في 23 يناير 1973 بملبورن في أستراليا. حزبياً، نشط في حزب العمل الأسترالي (فرع فكتوريا) ‏. وقد انتخب عضو الجمعية التشريعية فيكتوريا عن دائرة Electoral district of Preston ‏ (25 نوفمبر 2006 – ).